# Caubon-Saint-Sauveur
Caubon-Saint-Sauveur é uma comuna francesa na região administrativa da Nova Aquitânia, no departamento Lot-et-Garonne. Estende-se por uma área de 11,33 km². Em 2010 a comuna tinha 262 habitantes (densidade: 23,1 hab./km²).